# Eohupehsuchus
Eohupehsuchus is een monotypisch geslacht van uitgestorven aquatische diapsiden uit het Laat-Spathien (laatste Vroeg-Trias) van de provincie Hubei, gelegen in Centraal-China. Het geslacht behoort tot de orde Hupehsuchia, waarvan de leden worden gekenmerkt door tandeloze snavelachtige snuiten, een rij dermale platen langs hun rug en aquatische aanpassingen, waaronder peddelvormige ledematen en spoelvormige lichamen met pachyostotische ribben.
Eohupehsuchus is alleen bekend van zijn holotype WGSC (Wuhan Center of Geological Survey, China) V26003. Het is samen met Nanchangosaurus de kleinste bekende hupehsuchiër en meet ongeveer veertig centimeter lang. Fylogenetische analyses hebben het herhaaldelijk teruggevonden als het op een na meest basale lid van de Hupehsuchia en als de zustergroep van de familie Hupehsuchidae. Een pathologie op de linkervoorpoot van het holotype werd door zijn ontdekkers geïnterpreteerd als een bijtwond van een groter zeereptiel, en werd gezien als bewijs voor een vroeg begin van een modern voedselweb in mariene ecosystemen na het massale Perm-Trias-uitsterven.
De geslachtsnaam Eohupehsuchus komt van het Griekse 'eoos' (Grieks: ἠώς) wat 'dageraad' betekent; 'Hupeh', een verengelsing van Hubei (Chinees:湖北; Pinyin: húběi); en het Griekse 'suchos" (Grieks: Σοũχος), wat 'Sobek' betekent. De Griekse naam voor Sobek is een gemeenschappelijk element van wetenschappelijke namen voor dieren die op krokodillen lijken, en wordt in deze context vaak vertaald als 'krokodil' , maar hupehsuchiërs zijn geen naaste verwanten van de krokodilachtigen, de orde die moderne krokodillen omvat. De soortaanduiding brevicollis komt van het Latijnse 'brevis', wat 'kort' betekent, en 'collis', wat 'nek' betekent. De generieke naam kan dus worden vertaald als 'vroege Hubei-krokodil' en de volledige binominale naam als 'vroege Hubei-krokodil met korte hals'.

## Ontdekking en geschiedenis
WGSC V26003 werd ontdekt in Yangping, een stad in Yuan'an County in de provincie Hubei, Centraal-China, en opgegraven door de Chinese paleontologen Chen Xiaohong en Cheng Long in 2011. Ondanks dat het op het moment van ontdekking aan de oppervlakte was blootgesteld ligt het exemplaar grotendeels in verband en is redelijk compleet, met behoud van een groot deel van de kop, de romp, de linkerborstgordel en de linkervoorpoot, en delen van de linkerachterpoot en het voorste deel van de staart. Verschillende van de bewaarde elementen zijn echter zwaar beschadigd door erosie, waaronder de linkerbekkengordel, en andere elementen zijn vóór ontdekking volledig vernietigd door erosie, inclusief de punten van de kaken.
Het geslacht werd benoemd en formeel gediagnosticeerd in een artikel uit 2014, gepubliceerd in het open access-tijdschrift PLOS One door de paleontologen Chen Xiaohong, Ryosuke Motani, Cheng Long, Jiang Dayong en Olivier Rieppel. Het was de vierde hupehsuchiër die formeel werd benoemd, na eerder Parahupehsuchus in 2014, Hupehsuchus in 1972, Nanchangosaurus in 1959 en Eretmorhipis in 2015 (dit geslacht werd voor het eerst beschreven in 1991, maar pas in 2015 benoemd na de ontdekking van beter holotypemateriaal). Een zesde gevonden hupehsuchiër moet nog volledig beschreven of benoemd worden.

## Beschrijving en paleobiologie

### Schedel
Net als andere hupehsuchiërs heeft Eohupehsuchus een oppervlakkig vogelachtige schedel met een langwerpige, nauw taps toelopende, tandeloze snuit die meer dan de helft van zijn totale lengte uitmaakt. Het geslacht onderscheidt zich gedeeltelijk van andere hupehsuchiërs door de vorm en opstelling van botten in het schedeldak: de wandbeenderen liggen verder naar de achterkant van de schedel dan die van Hupehsuchus en Nanchangosaurus, en de voorhoofdsbeenderen zijn smal en rechthoekig. Bij Hupehsuchus en Nanchangasaurus daarentegen lopen de laterale achterste delen van de voorhoofdsbeenderen (dat wil zeggen: de gebieden die zich het dichtst bij het kaakgewricht bevinden) taps toe en strekken zich uit naar de achterkant van de schedel. Op basis van de grootte van de oogkas werd vastgesteld dat Eohupehsuchus een kleinere relatieve ooggrootte had dan Nanchangosaurus, hoewel er voor geen van beide dieren scleraalringen zijn gevonden. Paleontologen hebben geen consensus bereikt over de functie van de hupehsuchische 'snavel', hoewel een artikel beweert dat het werd gebruikt bij het voeren van jongen, zoals bij moderne pelikanen.

### Ruggengraat en ribben
Eohupehsuchus heeft de kortst bekende nek onder hupehsuchiërs, met een cervicale reeks die slechts zes halswervels omvat. De kortheid van zijn nek is de grond voor zijn soortaanduiding brevicollis en onderscheidt hem van andere hupehsuchiërs, samen met de hierboven besproken kenmerken van het schedeldak. Net als andere hupehsuchiërs, heeft Eohupehsuchus wervels met tweedelige doornuitsteeksels die bestaan uit een eerste segment dat begint boven de basis van de wervelboog en een tweede segment dat boven het eerste begint. Bij Eohupehsuchus verschijnen de tweede segmenten gedurende de dorsale reeks, beginnend met de derde ruggenwervel en zijn afwezig in de sacrale reeks. Of ze al dan niet opnieuw verschijnen in de staartreeks is niet bekend. Net als bij Nanchangosaurus worden de borstribben van Eohupehsuchus elk gemarkeerd door een lengtegroef.
Net als andere hupehsuchiërs heeft Eohupehsuchus een rij boemerangvormige, overlappende elementen van de gastralia aan weerszijden van zijn romp. Bij Eohupehsuchus is de breedte van het overlappende gebied ongeveer een derde van de breedte van de individuele elementen, en de romp heeft ook een derde rij niet-overlappende gastralia-elementen langs de middenlijn.

### Ledematen
De ledematen van Eohupehsuchus zijn vergelijkbaar met die van andere hupehsuchiërs in de grootteverhouding tussen de langere distale elementen (inclusief de vingerkootjes, de middenhandsbeentjes en handwortelbeentjes in de voorpoten, en de middenvoetsbeentjes en voetwortels in de achterpoten) tot de proximale elementen (het spaakbeen en de ellepijp in de voorpoten en het scheenbeen en kuitbeen in de achterpoten). Dit is een in het algemeen veel voorkomend kenmerk van secundair in het water levende tetrapoden, waarbij de ledematen zijn aangepast om het lichaam door water te sturen en / of voort te stuwen, in plaats van te lopen en het lichaam te ondersteunen tegen unidirectionele zwaartekracht in een terrestrische omgeving. De linkervoorpoot van het holotype vertoont breuken in de distale vingerkootjes van de tweede en vierde vinger en knikken in de distale vingerkootjes van de eerste en derde. Omdat de breuken en knikken langs een enkele lijn lopen maar zich niet uitstrekken tot in de matrix, en er geen fossielen bekend zijn van aaseters uit de verzameling waar het specimen werd gevonden, noch tafonomisch bewijs van vraat door aaseters in enig ander deel van het karkas, concluderen de ontdekkers van Eohupehsuchus dat deze pathologie een bijtwond van een roofdier vertegenwoordigt.

### Dermale platen
Net als andere hupehsuchiërs heeft Eohupehsuchus een reeks dermale platen of ossicula langs de middenlijn van zijn rug. Bij Eohupehsuchus zijn deze in drie lagen gerangschikt. De eerste bevinden zich direct boven de doornuitsteeksels, met één beenplaatje per wervel beginnend met de eerste ruggenwervel en doorlopend in de voorste staartreeks, en versmelting van de beenplaatjes en doornuitsteeksels beginnend met de derde ruggenwervel. De beenplaatjes van de tweede laag zijn gepositioneerd in de ruimtes tussen die van de eerste laag, te beginnen met de ruimte voor het eerste ossiculum van de negende ruggenwervel. De beenplaatjes van de derde laag zijn gepositioneerd boven die van de tweede laag en overspannen de afstand tussen aangrenzende doornuitsteeksels, te beginnen met de tiende en elfde ruggenwervels.

## Paleomilieu en paleoecologie
De vindplaats in Yangping waar Eohupehsuchus werd ontdekt, is een ontsluiting van de Jialingjiang-formatie, een gelamineerde kalksteenreeks die in een onderzoek uit 2002 werd vastgesteld als uit het Olenekien (252,7 tot 247,2 miljoen jaar volgens de International Stratigraphic Commission). Op dat moment stond de Zuid-Chinese plaat, waar de moderne Jialingjiang-formatie wordt gevonden, grotendeels onder water aan de oostelijke rand van de Paleo-Tethysoceaan.
Eohupehsuchus is een lid van de Nanzhang-Yuan'an-fauna, die alle dieren omvat die in hetzelfde deel van de Jialingjiang-formatie zijn ontdekt. Dit omvat alle bekende hupehsuchiërs, zoals Nanchangosaurus, Eohupehsuchus, Parahupehsuchus, Hupehsuchus, Eretmorhipus en een naamloos polydactylisch taxon dat gedeeltelijk werd beschreven in 2003. Eohupehsuchus was daarom even oud als maximaal vijf nauw verwante dieren in de Nanzhang-Yuan'an paleo-omgeving. Chen et alii (2014) speculeren dat hun coëxistentie kan worden verklaard door het verdelen van niches, mogelijk gemaakt door ongelijkheid in lichaamsgrootte, waarbij hupehsuchiërs in drie verschillende ‘grootteklassen’ worden verdeeld, waarbij Nanchangosaurus en Eohupehsuchus de kleinste grootteklasse delen. De herbeschrijving van Eretmorhipis in 2015 verhelderde de hupehsuchische morfologische ongelijkheid verder door een spectrum van voorpootvormen vast te stellen, met de brede, waaierachtige peddels van Eretmorhipis aan het ene uiteinde en de smalle, puntige flippers van Parahupehsuchus aan het andere. Volgens de auteurs versterkt deze diversiteit de morfologische, en dus gedragsmatige variaties tussen hupehsuchiërs verder en heeft dit de hupehsuchiërs waarschijnlijk in staat gesteld de voedselbronnen te verdelen, waardoor ze op hun beurt een hoge taxonomische diversiteit konden hebben binnen een beperkt geografisch gebied.
Andere leden van de Nanzhang-Yuan'an-fauna zijn de basale ichthyopterygiër Chaohusaurus zhangjiawanensis en de pachypleurosauriden Keichousaurus yuananensis en Hanosaurus hupehensis. Gezien de aanwezigheid van pachypleurosauriden en de afwezigheid van vissen binnen de Nanzhang-Yuan'an-fauna, suggereerden de auteurs die Parahupehsuchus benoemden dat de pachypleurosauriden als toproofdieren waarschijnlijk hadden gejaagd op kleinere zeereptielen, waaronder hupehsuchiërs. Volgens de ontdekkers van Eohupehsuchus zijn de kaken van Hanosaurus hupehensis voldoende groot om de bijtwond te hebben veroorzaakt die te zien is in de linkervoorpoot van WGSC V26003, wat dit beeld van de paleo-ecologie van de assemblage bevestigt. Op basis hiervan suggereren ze dat de trofische structuur, het voedselweb, die moderne mariene ecosystemen kenmerkt, waarin het dieet van toproofdieren secundair aquatische tetrapoden omvat, al aanwezig was in het Vroeg-Trias.